# Filippo Giustini
Filippo Giustini (né le 8 mai 1852 à Cineto Romano dans le Latium, Italie et mort le 18 mars 1920 à Rome), est un cardinal italien de l'Église catholique du début de la XXe siècle, créé par le pape Pie X.

## Biographie
Après son ordination, Filippo Giustini est professeur au séminaire de Tivoli et professeur et recteur d'études à l'Athénée pontifical de l'Apollinaire. Il exerce diverses fonctions au sein de la Curie romaine, notamment comme auditeur à la Rote romaine et comme secrétaire de la Congrégation pour la discipline des sacrements.
Le pape Pie X le crée cardinal lors du consistoire du 25 mai 1914. Le cardinal Giustini est nommé préfet de la Congrégation pour la discipline des sacrements en 1914.
Le cardinal Giustini participe au conclave de 1914, lors duquel Benoît XV est élu.